# دونگا شاتورنگا
دونگا شاتورنگا (به صربی: Donja Šatornja) یک منطقهٔ مسکونی در صربستان است.